# Bartolomeo Campi
Bartolomeo Campi (Pesaro, circa 1510 – Liegi, 1573) è stato un orafo, ingegnere militare e architetto italiano, oltre che armaiolo.

## Biografia
Nel 1545 Campi entrò a far parte del Consiglio comunale di Pesaro; durante la sua carriera fu molto apprezzato dai suoi contemporanei sia per le sue opere da orafo sia per i suoi lavori di ingegneria militare, come ad esempio particolari fortificazioni per città assediate, realizzati in molti paesi d'Europa,al servizio di Enrico II di Francia, di Carlo IX di Francia, del duca di Guisa, del duca d'Alba, della Repubblica di Venezia e del duca Guidobaldo II Della Rovere.
Sempre nel 1545 soggiornò a Venezia, dove si mise in evidenza per la capacità nella esecuzione delle ageminature e nei ceselli con le quali adornò le armature, e nel 1546 realizzò l'armatura di Carlo V d'Asburgo, conservata a Madrid,impreziosita da una damaschinatura in oro.
L'armatura si caratterizzò per la pregevole decorazione in oro raffigurante elementi mitologici, ispirati dal mondo animale e vegetale, e arrivò all'imperatore tramite Guidobaldo II Della Rovere, marito di Vittoria Farnese.
Campi divenne noto anche per i suoi dispositivi e macchinari, tra i quali una tartaruga d'argento che spostandosi sulla tavola, si apriva e offriva ai commensali lo stuzzicadenti; inoltre progettò una macchina per sollevare dal fondo del mare un galeone veneziano.
Secondo la documentazione storica, tra il 1554 e il 1557 Campi lavorò come ingegnere militare a Siena e a Venezia, oltre che, grazie alle sue capacità, al servizio del re di Francia e del duca d'Alba.
Importante fu il contributo dato da Campi nell'ottobre 1562 per consentire ad Antonio di Borbone-Vendôme re di Navarra dii espugnare Rouen; ingegnose si dimostrarono le macchine, le trincee mobili, i ponti di circostanza, e i nuovi strumenti bellici inventati, come ad esempio i cannoni scomponibili,  che l'anno successivo aiutarono il duca di Guisa di conquistare Orléans.
Successivamente passò al servizio del re di Spagna occupandosi della cittadina di Anversa nei Paesi Bassi, che poi fu distrutta nel 1874.
Inoltre Campi lavorò e decorò numerose monete, come quelle da quattro scudi, una d'oro e l'altra d'argento, raffiguranti al diritto la testa di Guidobaldo barbuto e al rovescio la scritta In mem. aete... erit iustu, con l'albero di rovere sormontato dalla corona sullo sfondo.
Campi realizzò anche monete con due rovesci, sempre per Guidobaldo, con nel retro rappresentata una città fortificata.
Campi morì nell'assedio di Haarlem tra l'8 gennaio e l'11 febbraio 1573, con molti rimpianti da parte del re di Spagna.

## Opere
- Fortificazioni;
- Macchine belliche;
- Trincee mobili;
- Ponti di circostanza;
- Cannoni scomponibili;
- Ageminature e ceselli per armature;
- Armature;
- Armatura di Carlo V d'Asburgo;
- Monete.